# فرسین
شهر فرسین (به رومانیایی: Frasin) در شهرستان سوچاوا در کشور رومانی واقع شده‌است. جمعیت این شهر ۶٬۵۳۲ نفر  است.